# Heinrich Georg
Heinrich Georg (* 10. September 1918 in Langenau, einem Ortsteil von Buschhütten, Stadt Kreuztal; † 19. Dezember 2008) war ein deutscher Unternehmer.
Vor und nach seiner Einberufung als Soldat im Zweiten Weltkrieg wurde Georg im elterlichen Ein-Mann-Betrieb für Schneid-, Zieh- und Prägewerkzeuge zum Handwerksmeister ausgebildet. Diesen Betrieb übernahm er am 20. Juni 1948, dem Tag der Währungsreform und investierte sein „Kopfgeld“ von 30 DM komplett in die Firma.
Abends konstruierte er das, was am nächsten Tag in der kleinen Werkstatt hergestellt werden sollte. Das Unternehmen wuchs. Neben dem Aufbau der Firma studierte Georg und wurde Ingenieur. Mit seinen Erfindungen revolutionierte er die bis dahin übliche Metallverarbeitung. Durch die Entwicklung einer Moniereisen-Richtmaschine und die Erfindung einer weltweit patentierten Liliput-Schere entwickelte er 1953 die erste automatische Richt- und Abschneideanlage.
Das Unternehmen Heinrich Georg Maschinenfabrik wuchs zu einem weltweit vernetzten Unternehmen, das bis heute komplett in Familienbesitz ist und allein am Standort Buschhütten 300 Mitarbeiter hat. Das Unternehmen erreicht einen Jahresumsatz von 80 Millionen Euro und ist neben Deutschland im benachbarten Europa, in Russland, China und Indien aktiv. Georg führte dieses Unternehmen bis 1983, danach übergab er seinem Sohn Gerd die Geschäfte.
Zudem bekleidete Georg mehrere Ämter und Ehrenämter in Stadt, Region und Kreis. So war er Obermeister der Mechaniker-Innung der Kreishandwerkerschaft Siegen, Vorstandsvorsitzender der Innungskrankenkasse Siegen, Aufsichtsratsmitglied der Volksbank Siegen und Förderer des heimischen Fußballs.  
1979 erhielt Georg das Bundesverdienstkreuz am Bande, 1988 wurde ihm das Bundesverdienstkreuz I. Klasse verliehen. Die Stadt Kreuztal ernannte ihn am 31. Januar 2004 zum Ehrenbürger und verlieh ihm den Ehrenring.